# 5273 Peilisheng
5273 Peilisheng eller 1982 DQ6 är en asteroid i huvudbältet som upptäcktes den 16 februari 1982 av Purple Mountain-observatoriet i Nanjing, Kina. Den är uppkallad efter Pei Lisheng.
Asteroiden har en diameter på ungefär 4 kilometer.